# Jaguar E-Type
Jaguar E-type або XK-E (в США) — автомобіль компанії «Ягуар», що випускався в період з 1961 по 1975 рік. Автомобіль поєднує в собі: гарний зовнішній вигляд, високу продуктивність і конкурентоспроможність, дана модель була еталоном всіх машин 1960-го. Протягом існування цих машин їх було продано більше 70-ти тисяч. Максимальна швидкість — 241 км/год (спеціально підготовлені автомобілі), 225 км/год (серійні автомобілі).
У березні 2008 року, Jaguar E-type посів 1 місце в рейтингу Daily Telegraph — "100 найкрасивіших машин" за весь час. У 2004 році журнал Sports Car International помістив цей автомобіль на 1 перше місце в їх рейтингу "Родстери 1960-го". Вважається одним з найгарніших і стильних автомобілів у світі.

## Передісторія

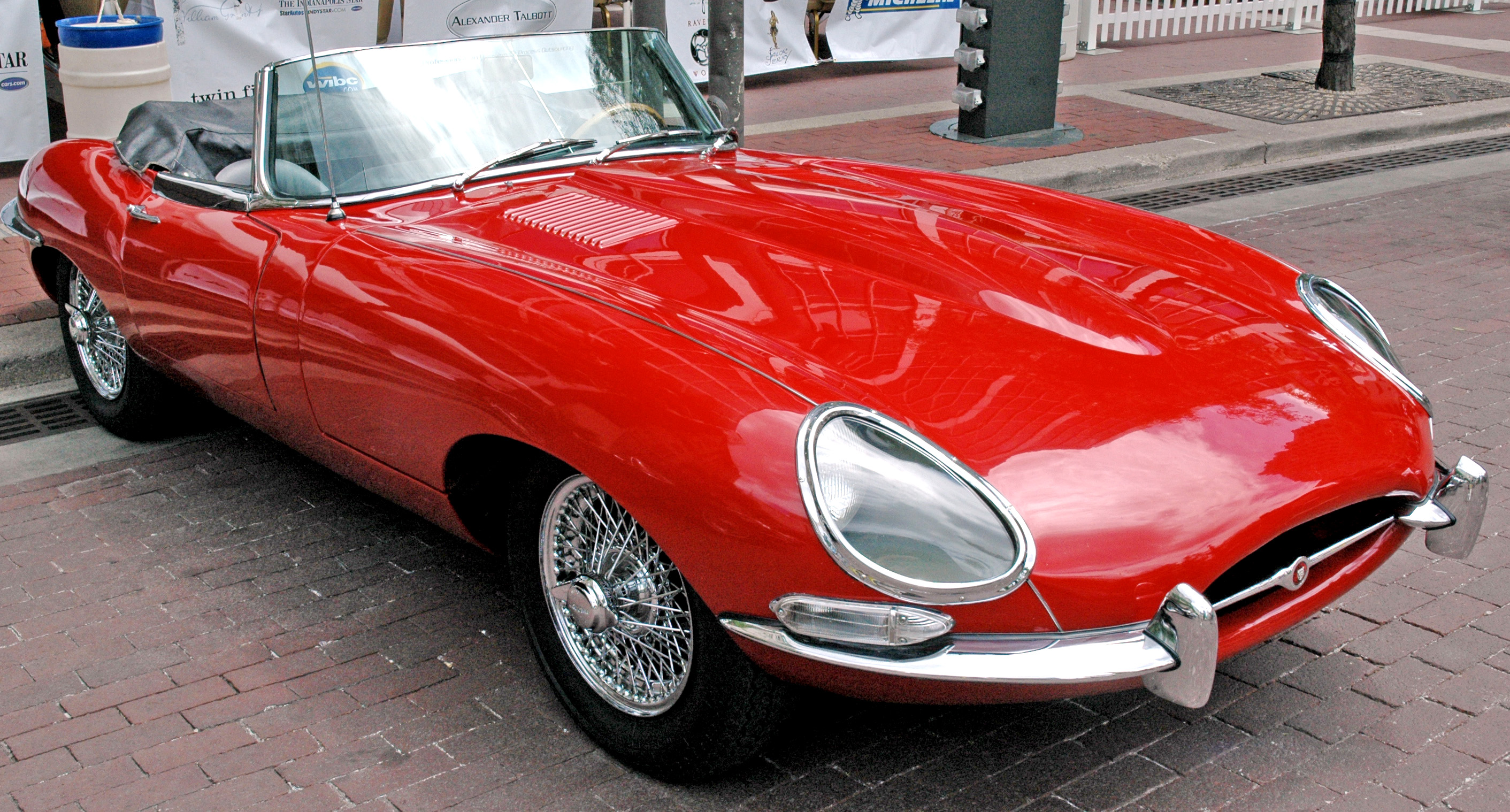
Jaguar XK-E Roadster

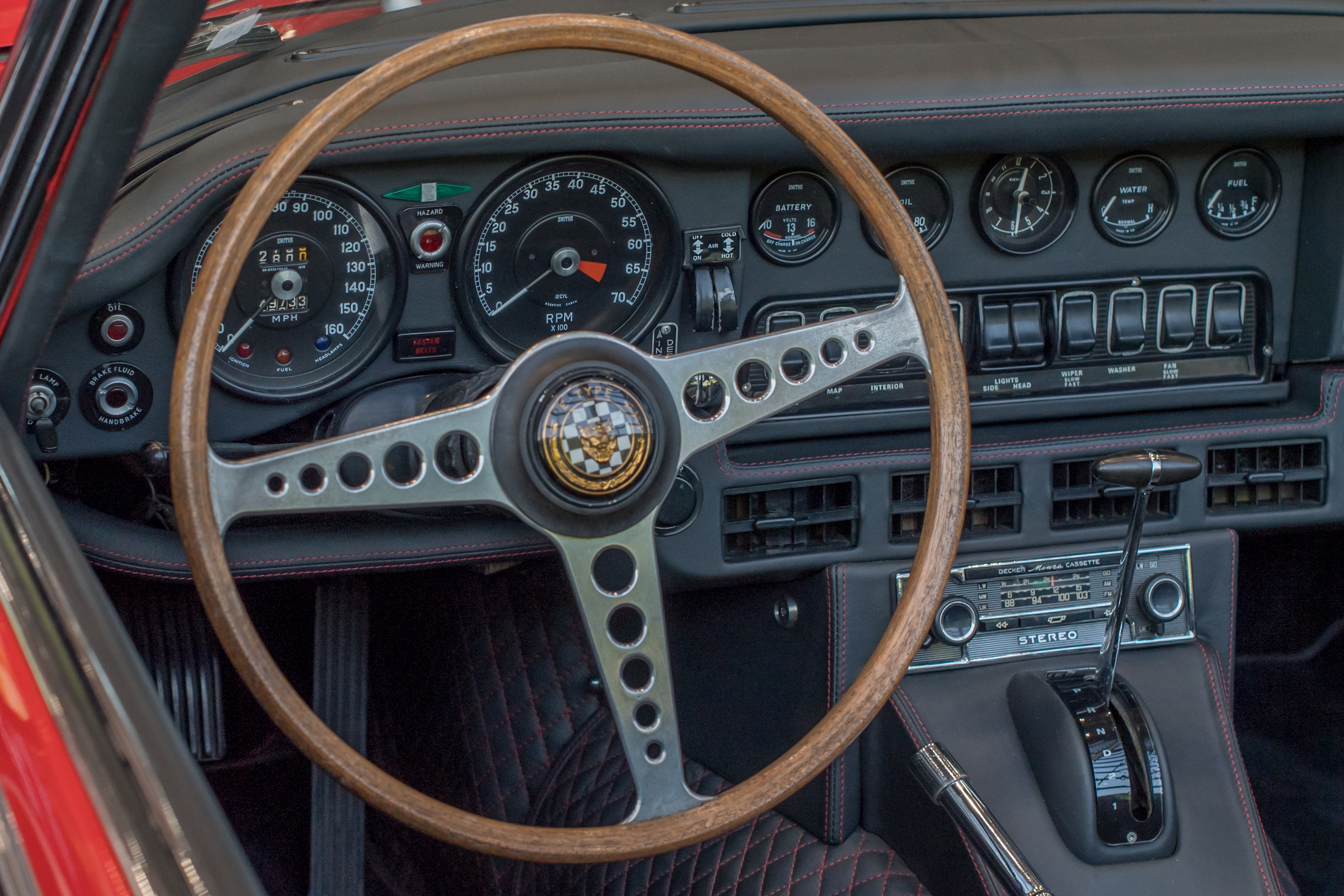

На початку 1950-х великої різниці між дорожніми й спортивними автомобілями не існувало. Будь-хто міг купити спортивний автомобіль, взяти участь в перегонах, з непоганими шансами на перемогу, а потім поїхати на ньому додому. Саме таким автомобілем був Jaguar XK120, який з перемінним успіхом брав участь в різних змаганнях, в тому числі 24-годинних перегонах Ле-Ман. Бачачи добрий потенціал автомобіля, засновник і керівник фірми Jaguar Вільям Лайонс (William Lyons) разом зі своїм головним конструктором Вільямом Хейнесом (William Heynes) вирішили розробити нову версію XK120, спеціально призначену для перегонів на витривалість. Їм було зрозуміло, що легкий і потужний автомобіль не завжди буває найшвидшим, особливо в тривалих перегонах. Чого не вистачало Jaguar XK120, так це обтічного кузова. Тому в 1950 році Лайонс запросив на роботу колишнього інженера «Брістольської авіаційної компанії» (Bristol Aeroplane Company) Малкольма Сайера (англ. Malcolm Sayer) на посаду директора з дизайну, хоча Сайер завжди підкреслював, що вважає себе інженером-аеродинаміком, а не дизайнером.

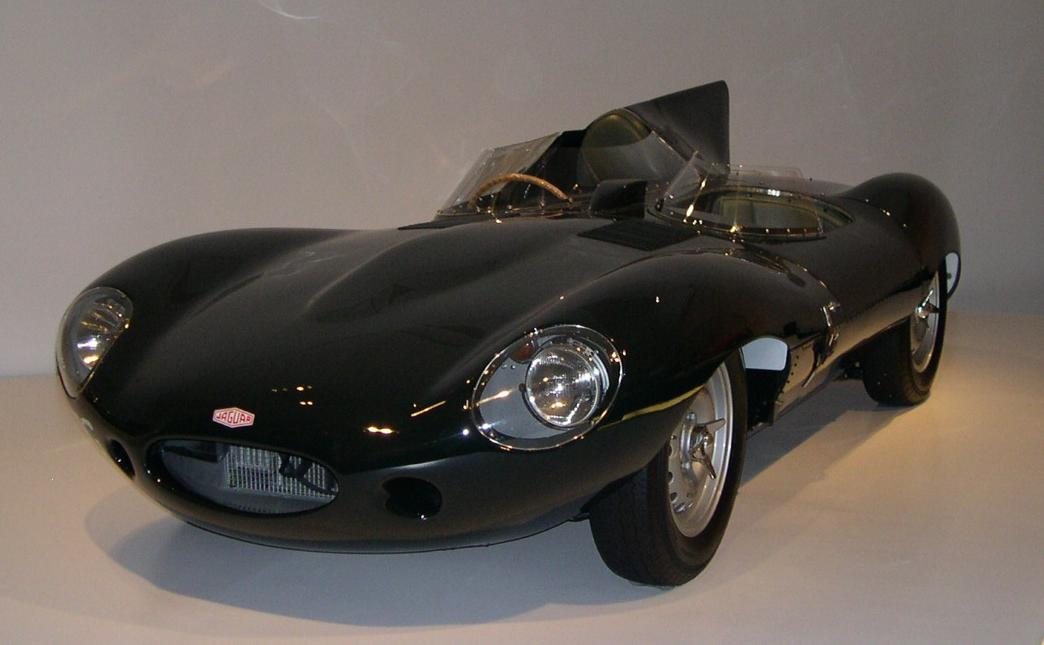
1955 Jaguar D-type

Першою розробкою з участю Сайера став Jaguar C-Type (чи Jaguar XK120-C), гоночна версія Jaguar XK120 схована в обтічний кузов. На цьому автомобілі в 1951 році Jaguar вперше переміг на перегонах Ле-Ман. Наступним автомобілем став Jaguar D-Type, який появився в 1954 році, більш потужний автомобіль з новими аеродинамічними формами. Він був меншим і витонченим, ніж Jaguar C-type, і відразу ж посів друге місце в перегонах Ле-Ман 1954 року. В 1955 році на цих змаганнях сталась страшна аварія, одна з найтяжчих в історії автоперегонів, яка спричинила загибель більше 80 чоловік. Задля уникнення паніки серед глядачів, гонка була продовжена, і Jaguar D-type переміг в ній, після того як команда-лідер Mercedes-Benz знялась з перегонів. Незважаючи на перемогу, трагедія справила сильне враження на Лайонса і він згорнув всі фірмові гоночні програми, вирішивши зосередитись на виробництві дорожніх спортивних автомобілів. Заводська команда була продана в приватні руки і, при підтримці фірми Jaguar, ще декілька разів перемагала в перегонах Ле-Ман.
Спочатку була здійснена спроба продавати Jaguar D-type, який мало чим відрізнявся від дорожніх машин того часу, лише був менш комфортабельним. Автомобіль не користувався попитом, в тому числі й через високу ціну. Дещо облагороджений Jaguar D-type, випущений під маркою Jaguar XK-SS, також не знайшов своїх покупців, було продано всього декілька десятків автомобілів. І тоді було прийняте рішення розробити повністю новий автомобіль, використовуючи весь накопичений в гонках досвід.
Прототипом став автомобіль під індексом E1A (E-type 1 Aluminium), який з’явився в кінці 1957 року. За компонуванням він був подібний до Jaguar D-type, але був дещо більшим. Найбільш цікавою в автомобілі була нова незалежна задня підвіска на підрамнику. До цього Jaguar навіть на гоночних машинах використовував залежну задню підвіску, але з ростом швидкостей автомобілів, вона все менше влаштовувала пілотів. Лайонс був впевнений, що створити нову конструкцію швидше, ніж за місяць неможливо, тоді інженер Боб Найт (Bob Knight) на спір в п’ять фунтів розробив нову задню підвіску всього за 27 днів. Конструкція виявилась настільки вдалою, що, зі змінами, протрималась на автомобілях Jaguar до 1990-х років. Наступним був прототип під маркою E2A, який був ще більшим і оснащався високо-форсованим 3-літровим двигуном. На основі нього був створений Jaguar E-type, але з найновішим мотором від Jaguar XK150 робочим об’ємом 3,8 л.

## Серія 1 (Series I)

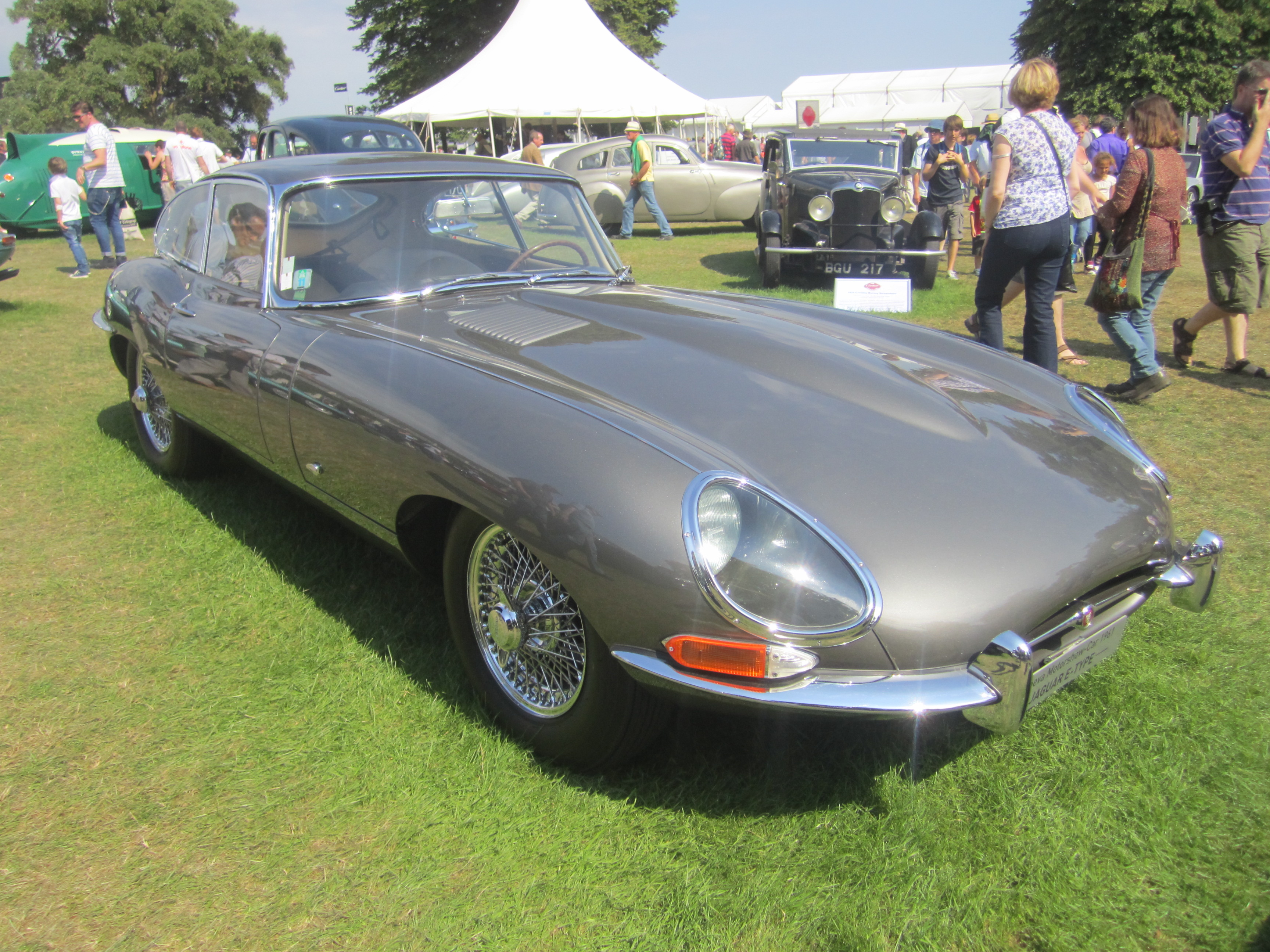
Jaguar E-type Series I

Вперше Jaguar E-type був показаний публіці в березні 1961 року на Женевському автосалоні. 15 березня один автомобіль з кузовом купе був представлений журналістам и особливо важливим персонам на закритому показі й викликав бурю захватів. Тоді було вирішено показати два автомобілі, і тільки що зібраний такий же автомобіль своїм ходом був доставлений в Женеву до відкриття автосалону. Один з них був тут же проданий французькому актору Жаку Шар’є (Jacques Charrier), чоловіку Бріджит Бардо. Місяцем пізніше автомобіль був показаний на Нью-Йоркському автосалоні під іменем Jaguar XK-E. Автомобілі Jaguar серії XK добре продавались в Америці, тому для нової моделі вирішили залишити те ж ім’я, додавши приставку E. XK було позначенням застосованого на автомобілі двигуна: в 1943 році на фірмі вирішили позначити індексом XA новий експериментальний мотор, за ним пішли двигуни XB, XC і так аж до знаменитого двигуна XK, який зі змінами випускався аж по 1992 рік. Дилери отримали першу демонстраційну партію автомобілів 14 липня, із зобов’язанням не продавати їх до вересня, коли був даний старт офіційним продажам у Великій Британії.
Jaguar E-type спочатку випускався з двома типами кузовів: із закритим кузовом купе (FHC, Fixed Head Coupe) і відкритим кузовом типу родстер (OTS, Open Two Seater). Це був прекрасно оснащений для свого часу автомобіль: потужний мотор, повністю незалежна підвіска, дискові гальма на всіх колесах. До того ж, він був дуже гарним. Автомобілю вдалось надати дивовижно гармонічний і в той же час цілком оригінальний зовнішній вигляд. І він був дуже швидким. В березні 1961 року журналістам The Motor вдалось досягти на ньому швидкості в 150 миль/год. (242 км/год.). З такими швидкостями їздили лише суперкари того часу Ferrari чи Aston Martin, але вони були дорожчими в декілька разів.
Скоро проявили себе недоліки автомобіля. Через вітрове скло, яке заходило на бік, посадка і висадка були незручні, особливо враховуючи те, що автомобіль був дуже низьким. Опинившись всередині, пасажири помічали, що автомобіль з таким малим простором для ніг ще треба пошукати, що сидіння були вкрай убогими, а вентиляція — зовсім ніякою. Витрата палива була непоганою, в середньому 10,7 л/100 км (22 mpg), але сильно допікала витрата мастила: за заводськими нормами вона складала від 200 до 800 мл/100 км. Аеродинамічні ковпаки на фарах виглядали добре, але заважали проходженню світла, особливо коли запотівали. Підсилювач гальм був незвичним, а про коробку передач можна було сказати лише те, що тяговитий двигун не потребував частого переключення. Крім того, як і більшість автомобілів Jaguar, ці також не відрізнялись високою надійністю. Але все це не мало ніякого значення, попит на автомобілі набагато перевищував можливості заводу з їх випуску.
В жовтні 1964 року був представлений Jaguar E-type з новим двигуном робочим об’ємом 4,2 л. Крім двигуна автомобіль отримав нову повністю синхронізовану коробку передач, а також нові сидіння і модернізовану електрику. На Женевському автосалоні 1966 року була показана версія 2+2 з подовженою колісною базою і другим рядом сидінь. Цей автомобіль мав лише закритий кузов, подовжені двері і міг оснащатися 3-ступеневою автоматичною трансмісією Borg-Warner. Зовнішній вигляд цього автомобіля був розроблений Бобом Блейком (Bob Blake). 5 жовтня 1967 року був показаний модернізований Jaguar E-type, який інколи називають Series 1½. Основною зовнішньою відмінністю автомобіля була відсутність плексигласових ковпаків на фарах. Він повністю відповідав вимогам США з токсичності відпрацьованих газів і, у відповідності з офіційним прес-релізом, мав більше двадцяти змін.

### Двигуни
- 3.8 L XK I6
- 4.2 L XK I6

## Серія 2 (Series II)

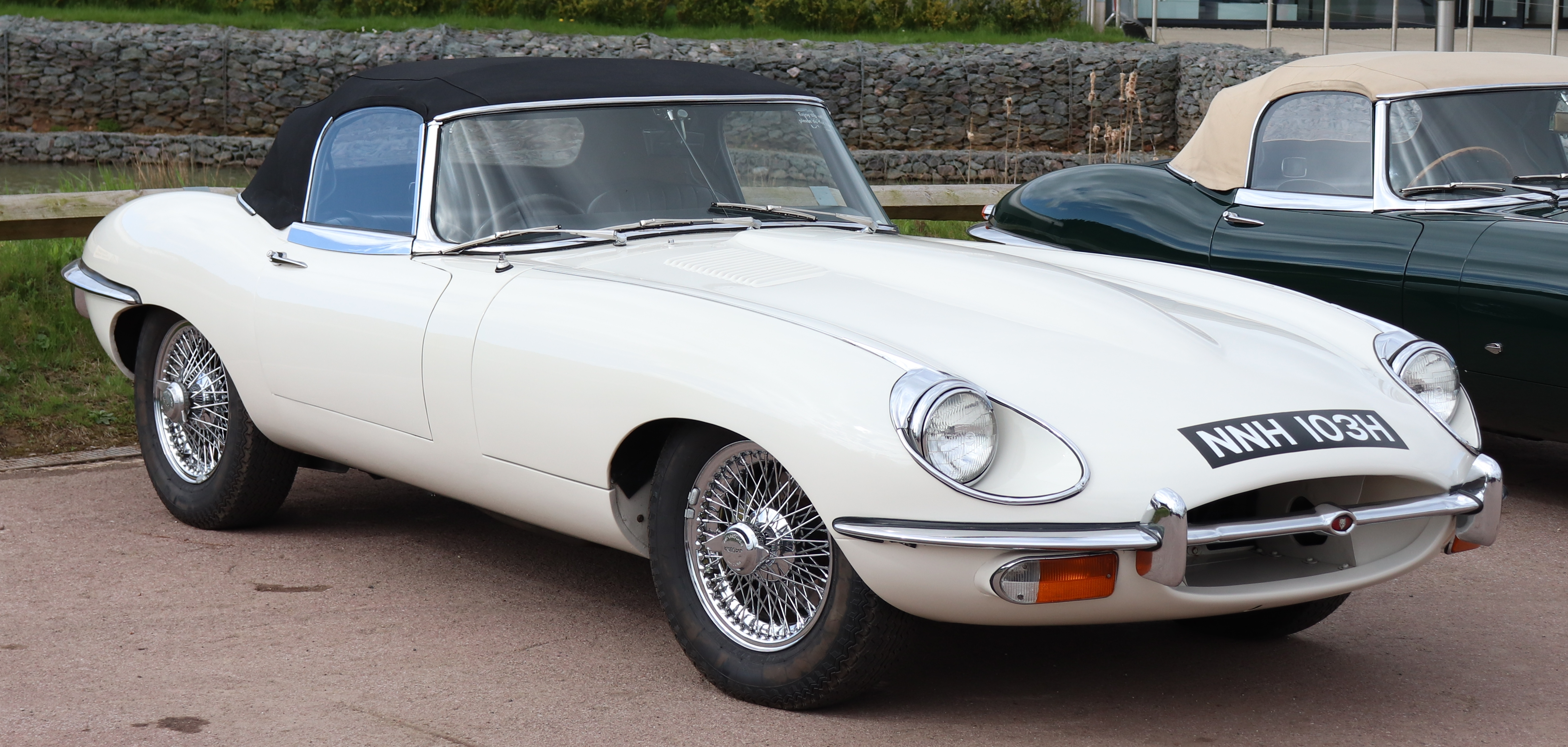
Jaguar E-type Series II

В 1968 році на Британському автосалоні (British International Motor Show) був представлений Jaguar E-type другої серії (Series 2). Автомобіль мав міцні бампери, які оточували ніс і хвіст, і забезпечували кращий захист кузова. Під ними розміщались нові великі підфарники і ліхтарі з подвійними стоп-сигналами ззаду. Передній повітрозбірник мав іншу форму і збільшений розріз для установки теплообмінника кондиціонера. Вперше на автомобілі встановлювався підсилювач керма, як опція почали пропонуватись сталеві штамповані колеса. На версії 2+2 було сильніше нахилене вітрове скло. При цьому ціна автомобілів не збільшувалась.

### Двигуни
- 4.2 L XK I6

## Серія 3 (Series III)

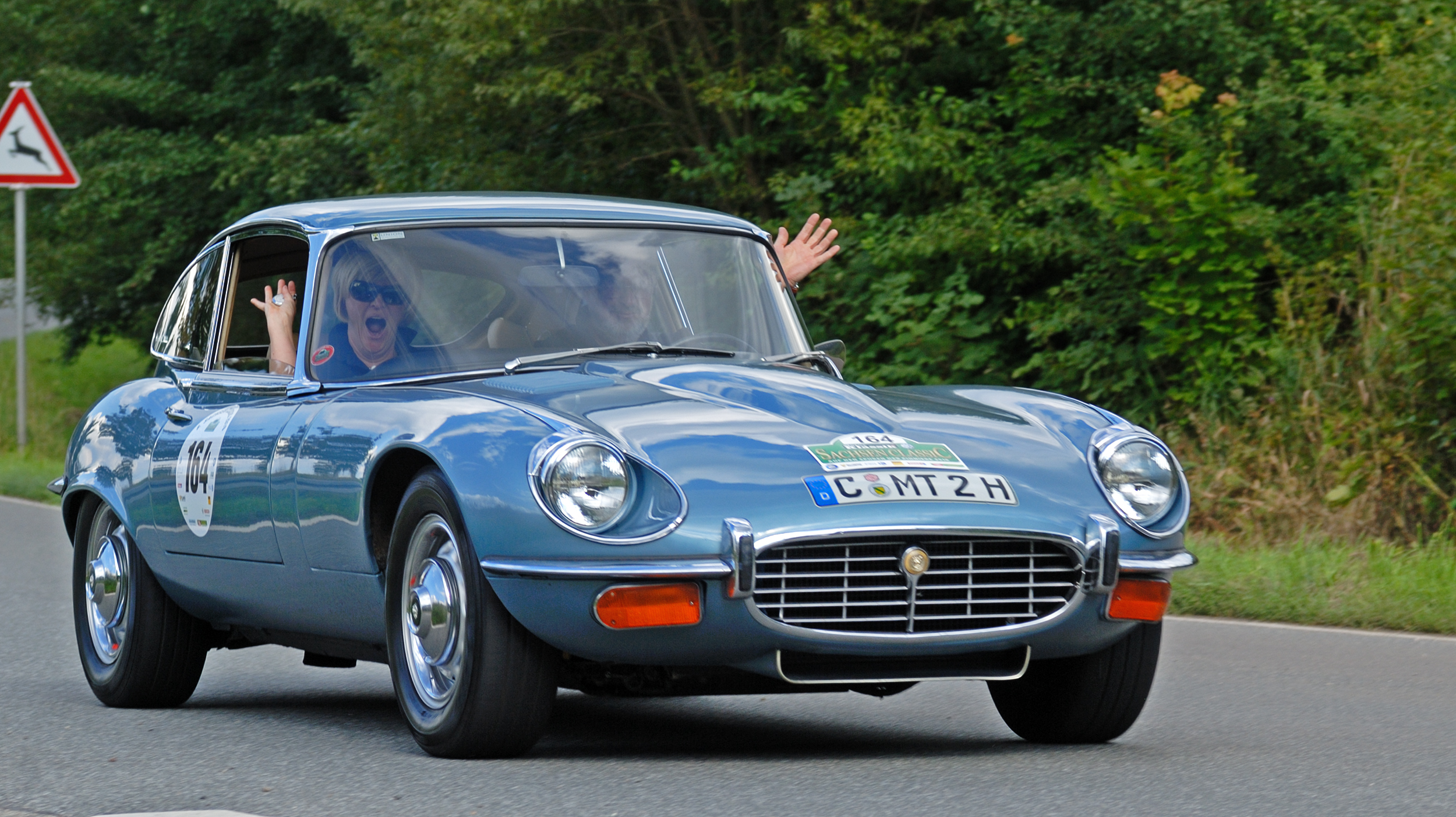
Jaguar E-type V12 Series III

Jaguar E-type третьої серії (Series 3) був представлений в березні 1971 року в Женеві і став першим автомобілем Jaguar, який використовував новий двигун V12 робочим об’ємом 5,3 л. Залишились лише моделі зі збільшеною колісною базою: відкрита двомісна і закрита 2+2, двомісні купе більше не пропонувались. Ззовні автомобіль легко упізнавався за збільшеною хромованою решіткою радіатора. Штамповані сталеві колеса з блискучими ковпаками стали стандартними, а колеса зі спицями ставились лише на замовлення. В автомобілі використовувались 4-ступенева механічна коробка передач чи 3-ступенева автоматична, підсилювач керма став стандартним, з’явились нові більш потужні гальма.
Більш жорсткі норми безпеки, які вступили в дію з 1976 року в США, поставили хрест на подальшому випуску Jaguar E-type. 14 вересня 1974 року виробництво автомобілів було припинене, всього їх було виготовлено більше 70 тисяч штук, причому приблизно ¾ всіх вироблених автомобілів було продано в США. Так як залишалось багато нерозпроданих екземплярів, Jaguar лише в лютому 1975 року офіційно оголосив про закінчення виробництва моделі.
На Jaguar готували наступника E-type, але тяжка економічна криза в британській автопромисловості завадила цим планам. В 1966 році фірма Jaguar втратила самостійність, і, об’єднавшись з British Motor Corporation (BMC), ввійшла в склад British Motor Holdings (BMH). Скоро, в 1968 році було оголошено про об’єднання BMH і Leyland в корпорацію British Leyland Motor Corporation (BLMC). В липні 1970 року від серцевого нападу помер Малкольм Сайер, а в березні 1972 року фірму залишив Вільям Лайонс. Jaguar XJS, який з’явився у вересні 1975 року, був вже зовсім іншим автомобілем.

### Двигуни
- 5.3 L Jaguar V12 254 к.с.

## Цікаві факти
Багато знаменитостей були власниками цього автомобіля, серед них Джордж Бест, Бріжіт Бардо, Тоні Кертіс і Стів Макквін.

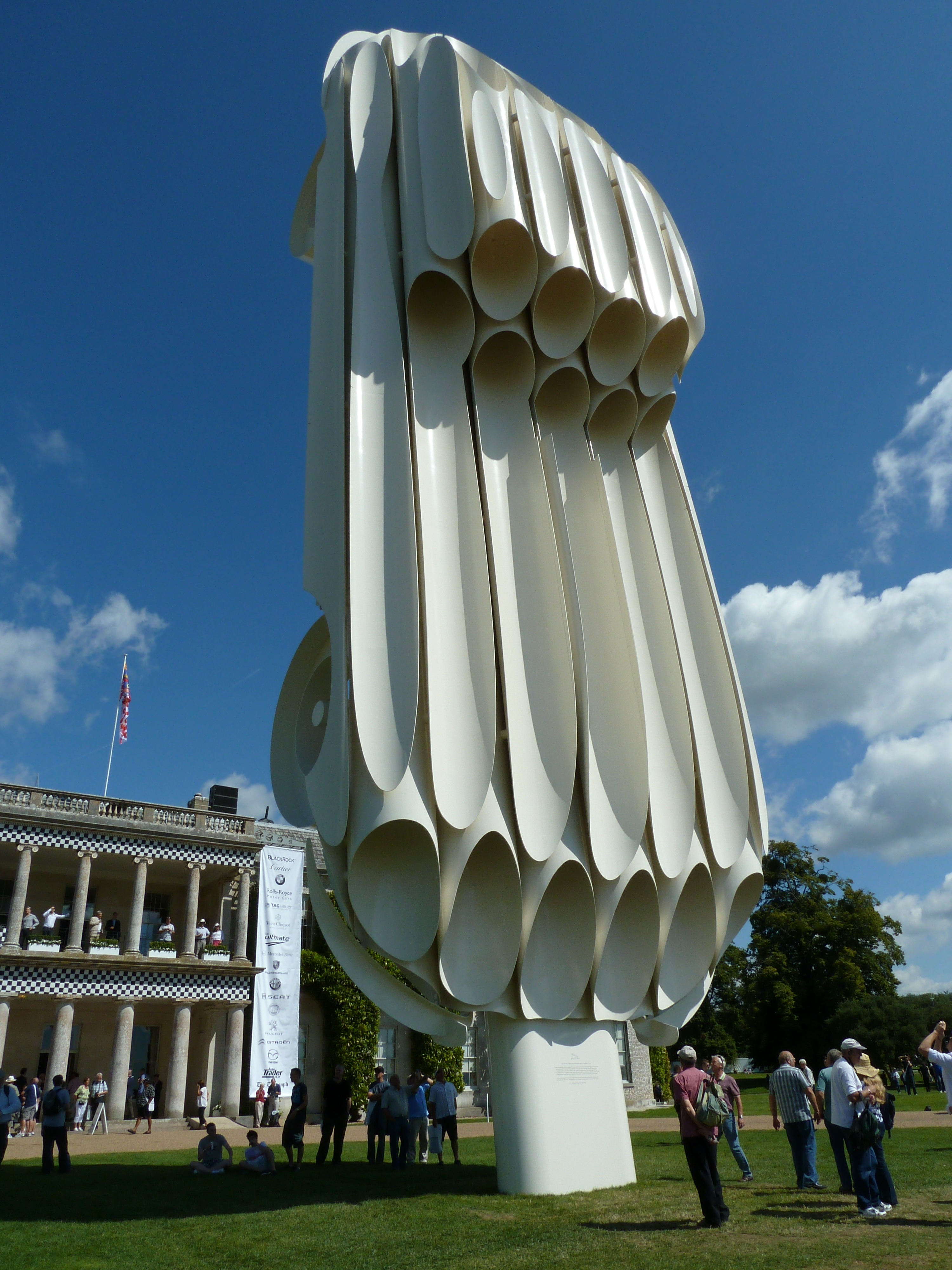
Пам'ятник Jaguar E-type перед будівлею Goodwood House

В 2011 році по всьому світу урочисто відмічався 50-річний ювілей автомобіля. На Женевському автосалоні в Швейцарії була представлена 144-сторінкова книга-альбом, присвячена ювіляру, на конкурсі краси в Пебл-Біч (Pebble Beach Concours d’Elegance), США, була показана колекція ключових модифікацій Jaguar E-type. Також він взяв участь в перегонах старих автомобілів у Нюрнбергзі, Німеччина, в Сільверстоуні, Велика Британія, більше тисячі власників Jaguar E-type проїхали по гоночному кільцю; під час фестивалю швидкості в Гудвуді (Goodwood Festival of Speed), Велика Британія, був відкритий пам’ятник автомобілю.